# مصقلة بن هبيرة
مصقلة بن هبيرة هو أصحاب الإمام علي بن أبي طالب.

## نسبه
مصقلة بن هبيرة هو مصقلة بن هبيرة بن شبل بن يثربي بن امرئ القيس بن ربيعة بن مالك بن ثعلبة بن عكابة بن صعب بن علي بن بكر بن وائل بن قاسط أبو الفضل البكري الشيباني. له الأخ اسمه نعيم بن هبيرة الذي من أنصار المختار الثقفي.

## ولايته لعلي بن أبي طالب
كان أحد أصحاب الإمام علي بن أبي طالب، ونائب عبد الله بن عباس، ووالي أردشيرخرة إحدى كور الأهواز، فكان عاملاً غير مباشر للإمام علي بن أبي طالب. وفي سنة 38هـ، لمّا ظَهَر معقل بن قيس على ثّوّار من بني ناجية ارتدوا إلى النصرانية وأسرهم، اشتراهم مصقلة، وأطلق سراحهم، ثمّ لم يتمكّن من أداء قيمتهم إلى بيت المال مضافا إلى تصرّفه في أموال بيت المال، بالبذل لأقربائه، والعفو عمّا عليهم. ولهذا استدعاه علي بن أبي طالب وعاتبه على تصرّفه غير المشروع في بيت مال المسلمين، وإتلافه للأموال، وطلب منه ردّ ما أخذه من بيت المال لفكّ الأسرى. فعظم ذلك على مصقلة، حيث لم يكن يتصوّر أن يعامله بهذه الشِّدَّة، بعد أن رأى عطاء عثمان بن عفان وهباته من بيت المال، بل كان يأمل العفو عنه. فلمّا لم يصل إلى أمله فرّ والتحق بـمعاوية بن أبي سفيان. ولهذا قال الإمام في حقّه : «فَعلَ فِعْلَ السَّادَةِ، وَفرَّ فِرارَ العَبيدِ».

## ولايته لمعاوية بن أبي سفيان ومقتله
شغل مصقلة بعض المناصب في خلافة معاوية وشهد على حجر بن عدي حين أراد معاوية قتله. ولما استقر الأمر لمعاوية جهزه في عشرة آلاف مقاتل (ويقال في عشرين ألفا) وولاه طبرستان (قبل فتحها) فتوجه إليها، وتوغل في بلادها ومضايقها، وأهمل ما يسميه العسكريون (خط الرجعة) فبينما هو عائد يجتاز بعض عقباتها تسلط عليه العدوّ، فقذفوه بالحجارة وبالصخور من الجبال، فقتل سنة 50هـ، وهلك أكثر من معه.
وضرب الناس به المثل (لا يكون هذا حتى يرجع مصقلة من طبرستان!) قال الأخطل:
دع المغمر لا تسأل بمصرعه ... واسأل بمصقلة البكري: ما فعلا.

## من رسالة علي بن أبي طالب لمصقلة بن هبيرة الشيباني
بلغني عنك أمر إن كنت فعلته فقد أتيت شيئا إدّا بلغني أنك تقسم فيء المسلمين فيمن اعتناك ويغشاك من أعراب بكر بن وائل، فوالله الذي فلق الحبّة وبرء النسمة وأحاط بكل شيء علما، لئن كَانَ ذلك حقا لتجدن بك علي هوانا فلا تستميتن بحق ربك ولا تصلحن دنياك بفساد دينك ومحقه فتكون من الأخسرين أعمالا، الذين ضل سعيهم في الحياة الدنيا، وهم يحسبون أنهم يحسنون صنعا.